# Nabil Hamouda
Nabil Hamouda est un joueur de football algérien. Il est né le 4 janvier 1983 à Lakhdaria en Algérie. Il joue au poste de milieu défensif. pur produit du RC Kouba, il a notamment évolué sous les couleurs du club de la Jeunesse sportive de Kabylie.

## Carrière
- 2001 à 2005 : RC Kouba
- 2005 à 2007 : Paradou AC
- 2007 à 2009 : JS Kabylie
- juin 2009 - décembre 2009 : CA Batna
- décembre 2009 à juin 2010 : RC Kouba[1]

## Palmarès
- Champion d'Algérie en 2008 avec la JS Kabylie.